# Valsad
Valsad (en guyaratí: વલસાડ ) es una ciudad de la India capital del distrito de Valsad, en el estado de Guyarat.

## Geografía
Se encuentra a una altitud de 17 m s. n. m. a 362 km de la capital estatal, Gandhinagar, en la zona horaria UTC +5:30.

## Demografía
Según estimación 2011 contaba con una población de 77 589 habitantes.